# Canton de Nanterre-Nord
Le canton de Nanterre-Nord est une ancienne division administrative française située dans le département des Hauts-de-Seine et la région Île-de-France.
À la suite du redécoupage cantonal de 2014, les trois cantons de Nanterre sont supprimés, afin de permettre la création des nouveaux cantons de Nanterre-1 et de Nanterre-2

## Histoire
Dans le cadre de la mise en place du département des Hauts-de-Seine, le canton de Nanterre-Nord, comprenant la partie nord de Nanterre, est créé par le décret du 20 juillet 1967.
Un nouveau découpage territorial des Hauts-de-Seine entre en vigueur à l'occasion des premières élections départementales suivant le décret du 26 février 2014. Les conseillers départementaux sont, à compter de ces élections, élus au scrutin majoritaire binominal mixte. Les électeurs de chaque canton élisent au Conseil départemental, nouvelle appellation du Conseil général, deux membres de sexe différent, qui se présentent en binôme de candidats. Les conseillers départementaux sont élus pour 6 ans au scrutin binominal majoritaire à deux tours, l'accès au second tour nécessitant 12,5 % des inscrits au 1er tour. En outre la totalité des conseillers départementaux est renouvelée. Ce nouveau mode de scrutin nécessite un redécoupage des cantons dont le nombre est divisé par deux avec arrondi à l'unité impaire supérieure si ce nombre n'est pas entier impair, assorti de conditions de seuils minimaux. Dans les Hauts-de-Seine, le nombre de cantons passe ainsi de 45 à 23.
Dans ce cadre, les cantons de Nanterre-Nord, de Nanterre-Sud-Est et de Nanterre-Sud-Ouest sont supprimés pour permettre la création des nouveaux cantons de Nanterre-1 et de Nanterre-2.

## Représentation
| Période | Période | Identité                    | Étiquette     | Qualité |
| ------- | ------- | --------------------------- | ------------- | --- |
| 1967    | 1976    | Juliette Dubois-Plissonnier | PCF           | Employée des P.T.T. Sénatrice de Côte-d'Or (1947 → 1948) Conseillère municipale de Dijon (1946 → 1956) Conseillère municipale de Nanterre (1959 → 1983)                        |
| 1976    | 1982    | Jacqueline Fraysse-Cazalis  | PCF           | Médecin Sénatrice des Hauts-de-Seine (1986 → 1977) Députée de la quatrième circonscription des Hauts-de-Seine Conseillère régionale (1986 → ?) Maire de Nanterre (1988 → 2004) |
| 1982    | 2008    | Michel Laubier              | PCF           | Syndicaliste CGT chez Citroën Adjoint au maire de Nanterre Président de l'OPH de Nanterre (1995 → 2008)                                                                        |
| 2008    | 2015    | Patrick Jarry               | PCF puis FASE | Ingénieur Maire de Nanterre (2004 → ) Président de la Communauté d'agglomération du Mont-Valérien (2013 → 2015) Elu en 2015 dans le Canton de Nanterre-1                       |

## Composition
Le canton de Nanterre-Nord recouvrait le nord de la commune de Nanterre, et comprenait, aux termes du décret de 1967 et selon la toponymie de l'époque, « la partie de la commune de Nanterre délimitée au Sud par l'axe des rues Boileau et Thomas-Lemaitre, l'axe des avenues Lénine et frène-et-Frédéric-Joliet-Curie, la ligne de chemin de fer (jusqu'à l'avenue de la République), l'axe de la rue de Sartrouville ».

Le reste de la commune était divisé entre le canton de Nanterre-Sud-Est et le canton de Nanterre-Sud-Ouest.
| Communes                  | Population (2012) | Code postal | Code Insee |
| ------------------------- | ----------------- | ----------- | ---------- |
| Nanterre, commune entière | 89 556            | 92 000      | 92 050     |

## Démographie
| 1968 | 1975 | 1982 | 1990   | 1999   | 2006   | 2011   | 2012   |
| ---- | ---- | ---- | ------ | ------ | ------ | ------ | ------ |
| -    | -    | -    | 35 172 | 33 173 | 34 424 | 35 452 | 35 972 |

## Pour approfondir